# Leprechaun Returns
Leprechaun: Returns is een Amerikaanse horror/komediefilm uit 2018, geregisseerd door Zach Lipovsky.

## Verhaal
De kabouter keert terug, wanneer een groep meisjes hem wakker maken, wanneer ze een oude hut afbreken zodat ze een nieuw studentenhuis kunnen bouwen.
De Leprechaun die nog steeds op zoek is naar zijn goud, deinst voor niets of niemand terug en slacht de studenten een voor een af.

## Rolverdeling
- Linden Porco as The Leprechaun
- Taylor Spreitler as Lila Redding
- Mark Holton as Ozzie Jones
- Pepi Sonuga as Katie
- Sai Bennett as Rose
- Emily Reid as Meredith
- Ben McGregor as Andy
- Oliver Llewellyn Jenkins as Matthew

## Trivia
- Taylor Spreitler speelt de dochter uit  de originele film, die het  wezen ontmoet 25 jaar nadat haar moeder Jennifer Aniston het in een put heeft gevangen.
- Warwick Davis koos ervoor om niet terug te keren als de kabouter en Linden Porco nam de rol voor deze film over.